# Коридония
Коридо̀ния (на италиански: Corridonia, до 1851 г. Montolmo, Монтолмо, от 1851 до 1931 г. Pausula, Паузула) е град и община в Централна Италия, провинция Мачерата, регион Марке. Разположен е на 261 m надморска височина. Населението на общината е 15 482 души (към 2011 г.).